# T.S.F. (nouvelle)
Pour les articles homonymes, voir TSF.
T.S.F. (Wireless ou Where There's a Will) est une nouvelle fantastique d'Agatha Christie.
Initialement publiée de septembre à octobre 1925 dans la revue Sunday Chronicle Annual au Royaume-Uni, cette nouvelle a été reprise en recueil en 1933 dans The Hound of Death and Other Stories au Royaume-Uni. Elle a été publiée pour la première fois en France dans le recueil Témoin à charge en 1969.

## Résumé
Mrs Mary Harter, une veuve riche et âgée, vit avec son neveu Charles. Un jour, Charles a eu l'idée d'acheter une T.S.F. pour tenir compagnie à Mary.
Un soir que Charles est allé à une partie de bridge, Mary écoute un concert sur sa T.S.F. quand la musique s’arrête, C'est alors que la voix de Patrick, son mari défunt, retentit, et dit : « Je vais venir bientôt, Mary ; je vais t'emmener ».

## Personnages
- Mrs Mary Harter
- Charles
- Patrick

## Publications
Avant la publication dans un recueil, la nouvelle avait fait l'objet de publications dans des revues :
- de septembre à octobre 1925, au Royaume-Uni, dans la revue Sunday Chronicle Annual[1] ;
- le 1er mars 1926, au Royaume-Uni, dans la revue Mystery Magazine[2] ;
- en août 1947, aux États-Unis, sous le titre « Where There's a Will », dans le no 45 (vol. 10) de la revue Ellery Queen's Mystery Magazine[2].

La nouvelle a ensuite fait partie de nombreux recueils :
- en octobre 1933, au Royaume-Uni, dans The Hound of Death and Other Stories[1] (avec 11 autres nouvelles) ;
- en 1948, aux États-Unis, dans The Witness for the Prosecution and Other Stories[1] (avec 10 autres nouvelles) ;
- en 1966, aux États-Unis, dans Surprise! Surprise! (avec 11 autres nouvelles) ;
- en 1969, en France, dans Témoin à charge (avec 7 autres nouvelles).